# Triple Frontier

Triple Frontier è un film del 2019 diretto da J. C. Chandor con protagonisti Ben Affleck, Oscar Isaac, Charlie Hunnam, Garrett Hedlund e Pedro Pascal.

## Trama
L'ex agente delle forze speciali statunitensi Santiago "Pope" Garcìa lavora come consulente per l'agenzia Colombiana impegnata a combattere il narcotraffico e, in particolare, il cartello che risponde al boss Gabriel Martin Lorea (Rey Gallegos). In cambio della promessa di aiuto per lasciare il paese, l'informatrice Yovanna (Adria Arjona) gli rivela dove si nasconde il compound di Lorea, nella foresta amazzonica. Certo che i poliziotti con i quali lavora in Colombia siano in realtà al soldo del boss, Pope si reca in Florida per reclutare i suoi ex commilitoni: il capitano Tom "Redfly" Davis (Ben Affleck), il pilota Francisco "Catfish" Morales (Pedro Pascal) e i fratelli William "Ironhead" (Charlie Hunnam) e Ben "Benny" (Garret Hedlund) Miller. I cinque si convincono a compiere un'ultima missione insieme: assassinare il boss e rubare i 75 milioni di dollari che tiene con sé in casa.     
La missione tuttavia si complica quando i cinque scoprono che i muri dell'intera villa di Lorea sono cavi, e contengono ben più della cifra prevista. Faticando a gestire la tentazione, e spinti da Redfly a impadronirsi di quanto più possibile prima di bruciare il resto, finiscono per rubare circa 250 milioni di dollari in contanti, ma questo li porta a mancare la finestra di uscita, portandoli a dover uccidere una dozzina di guardie. Lorea ferisce Ironhead prima di venire eliminato da Pope. 
Grazie ad un contatto locale, i cinque caricano tutto il denaro su un elicottero militare e si dirigono a ovest, verso l'Oceano Pacifico. Lasciano Yovanna e suo fratello in Perù, con 3 milioni di dollari e i documenti per iniziare una nuova vita a Sydney ma, durante il viaggio, Catfish inizia a nutrire dubbi sempre maggiori sul fatto che l'elicottero sia in grado di volare sopra le Ande per raggiungere il mare, a causa del troppo peso.    
Il timore di Catfish si rivela confermato quando, nonostante si siano già liberati di circa 50 milioni per alleggerire il velivolo, l'elicottero si schianta nei pressi di un villaggio circondato da piantagioni di cocaina. I contadini sono armati e, convinti di avere a che fare con agenti della DEA sotto copertura, diventano rapidamente ostili, portando Redfly ad ucciderne diversi prima che Pope riesca a negoziare l'acquisto di muli per continuare il viaggio oltre le montagne. 
Abbandonati anche i muli, e ormai pronti a discendere le Ande verso il Pacifico, vengono attaccati a sorpresa da due ragazzi del villaggio che vogliono vendicare i loro famigliari; Redfly muore nello scontro. Ormai stanchi e scoraggiati, rosi dai sensi di colpa e consapevoli di essere in ritardo di diversi giorni rispetto al rendez-vous con la barca che li sta aspettando, Pope, Catfish, Ironhead e Benny decidono che loro unica priorità è riportare a casa la salma di Redfly. Abbandonano quasi tutto il denaro in una gravina e riescono infine a superare gli uomini di Lorea che pattugliano la costa, imbarcandosi. 
Arrivati a Saint John's, l'avvocato di Pope (Sheila Vand) comunica che, al netto delle spese, tutto quello che sono riusciti a portare con sé ammonta a circa 1.1 milioni a testa. I quattro amici decidono di rinunciare alla loro quota, versando tutto su un fondo intestato alla ex moglie e alle due figlie di Redfly. Catfish e i fratelli Miller sono diretti verso casa, mentre Pope annuncia che andrà in Australia per assicurarsi che Yovanna e suo fratello siano arrivati sani e salvi. Nel salutarlo, Ironhead da a Pope un foglietto, che si rivela contenere le coordinate della gravina dove hanno abbandonato il denaro sottratto a Lorea. 

## Produzione
Nell'ottobre 2010 il progetto era in mano alla Paramount Pictures e prevedeva Kathryn Bigelow alla regia, Mark Boal sceneggiatore e Tom Hanks e Johnny Depp protagonisti.
Dopo vari slittamenti, nel giugno 2015 J. C. Chandor prende il posto della Bigelow, impegnata in un altro progetto. Nello stesso periodo Will Smith entra nel cast, e il progetto passa dalla Paramount alla Atlas Entertainment. Nel gennaio 2016, sia Depp che Hanks lasciano il film. Nel gennaio 2017, Channing Tatum e Tom Hardy vengono scelti per sostituire i due attori, e nel febbraio dello stesso anno si unisce al cast Mahershala Ali. Nell'aprile 2017 il progetto salta e tutti gli attori abbandonano il film.
Il 1º maggio 2017 Netflix acquista i diritti del film, mentre Ben Affleck e Casey Affleck entrano nel cast. Nel luglio dello stesso anno, Ben Affleck abbandona il progetto e viene sostituito da Mark Wahlberg, mentre si uniscono al cast anche Charlie Hunnam, Garrett Hedlund e Pedro Pascal. Di seguito, le riprese del film vengono fissate nell'agosto 2017 tra Hawaii e Colombia.
Nel marzo 2018, Ben Affleck rientra nel cast a cui si unisce anche Oscar Isaac.
Il budget del film è stato di 115 milioni di dollari.

### Riprese
Le riprese del film iniziano il 26 marzo 2018 a Oahu, nelle Hawaii.

## Promozione
Il primo trailer del film viene diffuso il 9 dicembre 2018.

## Distribuzione
La pellicola è stata distribuita su Netflix a partire dal 13 marzo 2019 dopo esser passata nelle sale cinematografiche statunitensi dal 6 marzo dello stesso anno.

## Accoglienza
È stato il nono titolo più popolare dell'anno tra i programmi di Netflix, quinto tra i film, ed è diventato il settimo film originale più visto di sempre su Netflix, con 63 milioni di visualizzazioni.

### Critica
Sull'aggregatore Rotten Tomatoes il film ha ricevuto il 72% delle recensioni professionali positive, con un voto medio di 6,38 su 10 basato su 116 critiche, mentre su Metacritic ottiene un punteggio di 61 su 100 basato su 25 critiche.

## Riconoscimenti
- 2019 - National Film & TV Awards[19]
  - Candidatura per il miglior film d'azione
- 2019 - E! People's Choice Awards[20]
  - Candidatura per il miglior film drammatico

## Sequel
Nel dicembre 2023 l'attore Charlie Hunnam ha annunciato di essere il produttore del sequel, in pre-produzione per Netflix.